# Bontoc (Leyte du Sud)
Pour les articles homonymes, voir Bontoc.

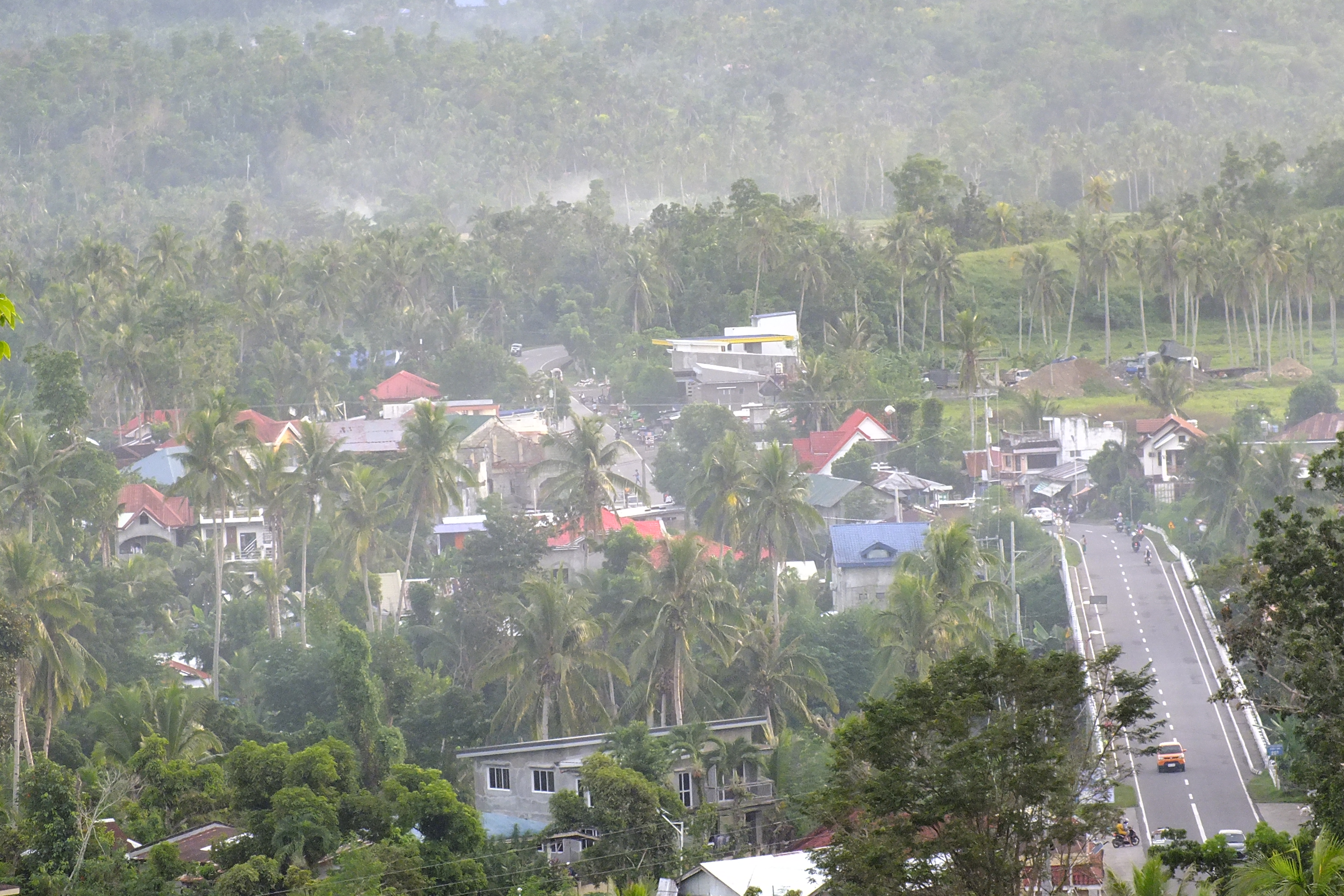
Bontoc en 2022

Bontoc est une municipalité de 4e classe située dans la province de Leyte du Sud aux Visayas orientales aux Philippines. Selon le recensement de 2007 elle est peuplée de 28 535 habitants. Elle a été fondée le 15 juin 1950.

## Barangays
Bontoc est divisée en 40 barangays.
- Union
- Banahao
- Baugo
- Beniton
- Buenavista
- Bunga
- Casao
- Catmon
- Catoogan
- Cawayanan
- Dao
- Divisoria
- Esperanza
- Guinsangaan
- Hibagwan
- Hilaan
- Himakilo
- Hitawos
- Lanao
- Lawgawan
- Mahayahay
- Malbago
- Mauylab
- Paku
- Pamahawan
- Pamigsian
- Pangi
- Poblacion
- Sampongon
- San Vicente
- Santa Cruz
- Taa
- Talisay
- Taytagan
- Tuburan
- Olisihan
- Anahao
- Pong-on
- San Ramon
- Santo Niño